# Германізм
Германі́зм (від лат. Germanus — германський) — слово, його окреме значення, вислів тощо, запозичені з німецької мови (чи інших германських мов) або перекладені чи утворені за її зразком.
Частина германізмів уже втратила ознаки свого походження (дратва, лантух, рада, стельмах та ін.), частина усвідомлюється мовцями як чужорідний елемент. Такі германізми зберігають типові фонетичні (штуцер, шпиталь, лейтмотив, зумпф, купферштейн) і словотвірні (ландшафт, мітельшпіль, плексиглас, штрейкбрехер) риси німецької мови.
До германізмів належать також деякі синтаксичні та фразеологічні звороти типу «шляк би (кого) трафив» («der Schlag hat ihn getroffen»), фраземи, афоризми: «Drang nach Osten» («натиск на Схід»), «Sturm und Drang» («Буря і натиск» — літ. рух 70-х — поч. 80-х pp. 18 ст. у Німеччині) та ін. (можливі й в українській транслітерації).

## Історія німецькомовних запозичень в українську мову
Серед лексичних запозичень із західноєвропейських мов німецькі слова в українській мові посідають чільне місце. При порівнянні української літературної мови та південно-західних говорів М. П. Кочерган дійшов висновку, що у говорах німецьких запозичень значно більше. На це є конкретні історичні причини — безпосередні контакти населення цього регіону з носіями німецької мови: «Східні слов'яни вступали в різні контакти з германо-норманськими племенами ще до утворення Київської держави. Це були переважно торговельні або воєнні стосунки між ними» Внаслідок цих контактів «… із давньоверхньонімецької й готської мов до східнослов'янських були запозичені іменники: блюдо, броня, брук, верблюд, витязь, віск, дума, князь, котел, майстер, меч, лев, осел, хижа. Всі вони вживаються й у сучасній українській мові».
Українська мова, наприклад, успадкувала деякі германізми з праслов'янської мови, що мала запозичення з прагерманської, готської й балкано-германських мов, які стосувалися військово-політичних і торгових організацій, матеріальної культури і почасти християнської термінології (меч, полк, князь, король, лихва, цята, хижа, морква, піп). Згідно з дослідженням мовознавця Ю.Шевельова, кількість і добір германізмів наближають українську мову до західних слов'янських мов.
Великий приплив германізмів з нижньонімецької і верхньонімецької мови, частково безпосередньо, а значною мірою через польське посередництво, припадає на XIV–XV ст. в зв'язку з масовим поселенням німецьких ремісників у Речі Посполитій і в містах Галичини. Германізми того часу охоплюють переважно ремісничу й торговельну термінологію, сферу цехового і міського самоврядування, також деякі загальні і абстрактні поняття (слюсар, друк, цаль, ринок, рахунок, вухналь, ратуша, дякувати, рятувати, смак).
Пізніше велика кількість германізмів проникла в українську мову не тільки через Галичину, а й через російську мову. Через російське посередництво до української потрапили такі германізми як: штат, камертон, концертмейстер, маркшейдерія, феєрверк, швейцар і багато інших.

### Німецькі запозичення до 14 століття
За часів Галицького (Х-XII ст.), а згодом і Галицько-Волинського (XIII — XIV ст.) князівств інтенсивно розвивалися політичні й торговельні зв'язки з німецькими землями.
У XIII—XIV ст. через польську мову, а також внаслідок безпосередніх торговельних стосунків із прибалтійськими німцями були запозичені такі слова як бровар, парта, верстат, клямка. кошт, крам, майстер, муляр, ланцюг, ліхтар, фарба, фунт, келія та ін. Ці слова застосовуються як у народно-розмовній, так і в літературній мовах.

### Німецькі запозичення в 14-19 столітті
З початком німецької колонізації Галичини й Буковини (друга пол. XIV ст.) разом з німецькими колоністами на західноукраїнські землі проникає Магдебурзьке право. На думку Михайла Грушевського, великий вплив на поширення німецької лексики мали ремісничі цехові організації, що як правило, складалися з представників німецького етносу. Найбільш давня та сильна колонія, за даними Дмитра Шелудька, була у Львові, куди німців насаджували ще українські князі і де вони вже від другої половини XIV ст. відігравали переважну роль у міському житті. Підтвердженням цього є те, що львівські акти того часу частково велися німецькою мовою. Д Шелудько помітив і те, що багато тодішніх німецьких прізвищ мешканців Львова мають промислове походження: Gerber, Furman, Stelmachir, Rymer, Schuster. Kursnerynne, Birbrewir. Zattler та ін. Німецькі колонії були також у Володимирі, Кросні, Кам'янці, Чернівцях, Луцьку та ін. містах. Однак безпосередній вплив німців на українців був мінімальним, бо найбільша німецька колонія в Україні у Львові вже на початку XVI ст. розтанула серед польського оточення, а в інших містах німці мали ще меншу можливість безпосередньо впливати на український народ.
За Д. Шелудьком, поруч з Магдебурзьким правом, на поширення німецькомовної лексики впливали також західна торгівля та високорозвинений західний промисел. Через нього українська мова засвоїла не тільки багато слів на позначення понять, що прийшли в Україну з Заходу, але й на ті, що вивозилися з Західної України в Європу (футро, поташ, блям, линтвар та ін.) Про значний вплив торгівлі може свідчити те, що українська мова здавна позичала слова на позначення грошей, ваги та міри (гроші, шеляг, рахувати, маца, мандель, латер, морг, ферділь та ін.).
Велику роль відігравала також і західна індустрія, яка концентрувалася в ремісничих організаціях. На думку Д. Шелудька, в українській мові нема жодної галузі промисловості, де б не вживалися німецькі терміни. Частина їх передалася через торгівлю, а інші — через мову ремісничих організацій. У Галичині такі організації існували вже в XIV ст. Насамперед, це були терміни, які стосувалися внутрішнього життя ремісничого цеху: цех, цехмістер, вохлон, штрапувати та ін. Але численнішими були технічні терміни, які цехові організації передавали з відповідними знаннями в новій своїй батьківщині.
За даними Д. Шелудька, школа в процесі переймання німецько-польських слів не відіграла жодної ролі. Відзначаючи лише одне слово — фара, — дослідник пояснює цей парадокс тим, що українське шкільництво почало існувати лише з кінця XVI ст. Служачи, переважно, потребам латинської чи православної схоластики, воно стояло дуже далеко від інтересів широких верств і доступним було лише для небагатьох. Навіть те, що в XV—XVI ст. чимало шляхтичів навчалося за кордоном, зазначає Д. Шелудько, не залишило слідів помітного впливу на українську мову.

### Німецькі запозичення в 20 столітті
Одним із шляхів проникнення германізмів, на думку М. Й. Онишкевича, стала військова повинність, яку відбувала чоловіча частина населення Галичини в польській, а згодом у австрійській арміях. Німецька окупація 1941—1944 років також спричинилася до проникнення в лексику західноукраїнських говірок німецьких слів.
За словами В. В. Акуленка, вплив німецької мови на українську відбувався й посилювався протягом всього періоду її становлення й розвитку як мови європейської. Німецька мова передавала сюди нові поняття та мовні форми їх втілення, сприяла підключенню української мови до мовнокультурних надбань як німецькомовної і всієї центральної Європи, так і латинської Європи античності і середньовіччя, а також французької культури лицарської та феодальної доби, Відродження, епохи абсолютизму і просвітництва, нарешті, новітньої європейської культури взагалі.

## Сфери використання німецькомовних запозичень
Виокремлюють такі основні тематичні групи слів, запозичених з німецької мови:
- адміністративно-ділова та військова лексика: верстат, гетьман, канцелярія, оренда, варта, комісар, куля, муштра, панцир. шанець;
- виробничо-професійна лексика: бровар, грабар, ґонт, дзиґарі, дратва, кошт, крам, маляр, майстер, муляр, обценьки, пензель, пошта, слюсар, цвях, цех;
- суспільно-політична лексика: бунт, герб;
- побутова лексика: барило, будинок, гак, гаплик, гаптувати, ґанок, ґніт, дах, дріт, келих, кухоль, шнур, клямка, ланцюг, ліхтар, льох, ляда, ринва;
- назви дій, процесів, станів: віншувати, мандрувати, мусити, міркувати, плюндрувати, шукати;
- назви якостей: барва, гарт, ґатунок, шик;
- інші назви: барвінок, бурштин, гурт, ґрунт, карб, крейда, мавпа, фарба, фунт, цегла, шлунок.

На основі запозичень з німецької мови утворилося багато власне українських слів, наприклад: барильце, броварник, вартовий, гетьманувати, мандрівка, пляшка, фарбувати.

### Німецькомовні запозичення в південно-західніх говорах української мови
Найактивніше німецькомовні запозичення уживалися в підавстрійській Україні. Великий вплив німецької мови засвідчує її проникнення у всі сфери життя:
- військова справа — військові германізми запозичувалися безпосередньо з німецької мови через австрійську та німецьку армії. Це наказово-командні слова, назви предметів солдатського обладнання, ступенів військової ієрархії, назви військових вправ та дій, солдатське арго. Ці слова, головним чином, були відомі чоловікам, які були в складі австрійської чи німецької армій. Решта населення їх майже не вживала. Слова цієї групи сьогодні — архаїзми і властиві головно для Галичини та Буковини. Вони повністю відмирають із найстаршим поколінням, що воювало на австрійських та німецьких фронтах під час Першої та Другої світових воєн:
  - абахта (гауптвахта, від нім. Hauptwache), абрихтирка (військове навчання, від нім. Ablichtung), абрихтувати (навчати або навчити військової справи, муштри, від нім. abrichten), алябарта (алебарт, від нім. Hellebarde), ангрифувати (атакувати, від нім. angreifen), ангріф (атака, від нім. Angriff), аусбільдунг, аусбільдунок (навчання, нім. Ausbildung), ауф (підйом, від нім. auf), бефель (наказ, нім. Befehl), бифирдирунок (підвищення у званні, від нім. Beförderung), брандебури (шнурки при гусарській уніформі, нім. Brandenburg), броцак (наплечник, від нім. Brotsack), бруствир (бруствер, від нім. Brustwehr), варта (охорона, сторожа, від нім. Warte), вартувати (охороняти, від нім. warten), вафенрок (мундир, від нім. Waffenrock), вахпарада (розвід, від нім. Wachtparade), вахта (караул, варта, від нім. Wache), вербецирка (агітаційний пункт, від нім. Werbebezirk), вербувати (агітувати на військову службу, від нім. werben), вербунок (агітація військової служби, від нім. Werbung), Гальт! Вирда? (Стій — хто це?, від нім. Halt! Wer da?), гальтувати (затримувати, від нім. anhalten), гаптак!, еб-тех! (струнко, від нім. Habt Acht!), гвер, гвир (гвинтівка, від нім. Gewehr), гельма (шолом, від нім. Helm), гемайне, гімайний (рядовий, від нім. gemein), гир (тут, від нім. hier), глід (ряд, шеренга, від нім. Glied), гінзла (гільза, від нім. Hülse), гоф (казармений плац, від нім. Hof), ґуляшкан6на (польова кухня, від нім. Gulaschkanone), дикуватися (ховатися, від нім. sich decken), дикунок (укриття, від нім. Deckung), дурх (крізь; наскрізь, від нім. durch), жовнір. жовняр (солдат, від нім. Söldner), (за)мельдувати (доповісти, доповідати, від нім. melden), замельдуватися (зголоситися, від нім. sich melden), ібунк (військові вправи, від нім. Übung), камфотер (солдат, який доглядав хворих, санітар, від нім. Krankenwärter), кольба (приклад гвинтівки, від нім. Kolben), комісняк (військовий хліб, хліб печений спеціально для війська, від нім. Kommißbrot), кріксколега (фронтовий товариш, від нім. Kriegskollege), ляндштурм (ополчення з осіб старшого, в тому числі непризовного віку; запас третього розряду, від нім. Landsturm), лецтий (останній, від нім. letzt), люфа (ствол стрілецької зброї, від нім. Lauf), ляндвера, ляндвир (ополчення з осіб старшого віку; запас другого розряду, від нім. Landwehr), машінгвер, машіиґвир, машин ґвер (кулемет, від нім. Maschinengewehr), мельдунок (донесення, повідомлення, від нім. Meldung), нарокувати (вступити на військову службу, стати солдатом, від нім. einrücken), оберляйтант (старший лейтенант, від нім. Oberleutnant), обершт (полковник, Oberst) пуцер (денщик, від нім. Putzer) пуцувати (чистити, від нім. putzen), райтки (галіфе, від нім. Reithosen), раст (привал, спочинок, від нім. Rast), рейтар (вершник, від нім. Reiter), рихт (рація: мати рихт, не мати рихту, як тобі не рихт (як тобі не подобасться), виходити комусь на рихт (подобатись), від нім. recht), рихтай (направо; військова дисципліна, від нім. Richtet euch!), рікцуг (відступ, від нім. Rückzug), (роз)талювати (розподілити, розподіляти, від нім. teilen), рокувати (йти в армію, від нім. rücken), рошток (днівка, від нім. Rasttag), рубзак, рубцак, ропцак (наплечник, заплічний мішок для речей, від нім. Rucksack), спис, спіса, шпіс (старшина, від нім. Spieß), трепом (клусом, від нім. Trab), файир! (вогонь!, від нім. Feuer!), фасувати (діставати, від нім. fassen), фельдфебель, фельфебер (фельдфебель, від нім. Feldwebel), фелькухні (польова кухня, від нім. Feldküche), фельпост (польова пошта, від нім. Feldpost), фенріх, фендрик (прапорщик, від нім. Fähnrich), ферфляша, циркляша (манірка, від нім. Feldflasche), фершлюс, фиршлюс (затвор гвинтівки, від нім. Verschluß), фестунок (укріплення, від Festung), фірер (взводний, від нім. Führer), флинта (рушниця, від нім. Flinte), форвиц! (вперед!, від нім. Vorwärts!), форикувати (наступати, від нім. vorrücken), фоц! (до біса!, від нім. Potz (tausend)!), фрайтер (єфрейтор, від нім. Gefreite), цельта (намет, від нім. Zelt), цурик (До коней, назад!, від нім. Zurück!), шабедьтас (піхви, від нім. Säbeltasche, шанець, шанц (військова траншея, окоп, від нім. Schanze), швармлінія (стрілецький цеп, від нім. Schwarmlinie), шістьпляц (полігон, від нім. Schußplatz), шпорна (шпори, від нім. Sporen), штальгал(ь)ма (шолом, від нім. Stahlhelm), штелюнок (позиція; стійка солдата за статутом, від нім. Stellung), штерна (зірки як ознаки військової ієрархії, від нім. Sterne), штрихувати (прасувати, чистити; намазувати, фарбувати, від нім. streichen), штрозак (сінник, від нім. Strohsack) штуц (рушниця, від нім. Stutz), шус (постріл, від нім. Schuß);
- будівництво
  - бліхувати (білити, від нім. bleichen), бляйба (студентська кімната, від нім. Bleibe), бляха (бляха, від нім. Blech), бурт(а) (купа, насип, від нім. Bort, Bord), ванькир (бокова кімната, відділена від світлиці перегородкою від нім. arkere), варцаб (підвіконня, одвірок, від нім. Wurfzabel), васервага (ватерпас, рівень, від нім. Wasserwaage), вінкель (кутомір; ріг будинку, від нім. Winkel), ґанок (ґанок, від нім. Gang), гебанок (великий рубанок, від нім. Hobelbank), гінмс (карниз навколо печі, від нім. Gesims), гибель, гебель (рубанок, від нім. Hobel), глянцпапір (наждачний папір, від нім. Glanzpapier), грабар, ґробар (1. Копач; 2. Людина, яка копає могилу, від нім. Gräber), дилина, диль (кругляк, від нім. Diele), дилі (підлога з дощок, від нім. Diele), диля (дошка, від нім. Diele), кіт (замазка, від нім. Kitt), клесувати (місити глину, від нім. klossen), кльоц, клец, клецок (колода, брус, від нім. Klotz), клям(б)ра (скоба, від нім. Klammer), клямка, плямка (дверна ручка, від нім. (Tür)klinke), лата (1. Жердина, поперек кроков; 2. Рейка, від нім. Latte), льох (льох, від нім. Loch), люфт (1. Отвір для вентиляції; 2. Відтулка в печі; 3. Повітря, від нім. Luft — повітря), оберліхт (верхнє світло, віконце над дверима, від нім. Oberlicht), ринов (Дерев'яний жолобок, перекинений з одного берега річки на другий, по якому тече джерельна вода, від нім. Rinne), ринь, рінь (грубий пісок, від нім. Grind), рура, руля (труба, від нім. Rohr), фармуґа (рідка каша з борошна, крохмалю і глини, від нім. Fruhmuos або Warmmuos), фершлок (комора для зерна, борошна, від нім. Verschlag — перегородка, засік, комора), форшт (дилина, кругляк, від нім. Törst), футрина (рама для вікна або дверей, від нім. Futter), цвєк, цьвок (цвях, від нім. Zwecke), ця(і)брина, цибрина (будівельне дерево, дерев'яна будівля, від нім. Zimber), шалівка (дошка для оббивання стіни нім. schalen), шалювати (оббивати зовнішню стіну дошками, від нім. schalen), шопа (покрівля, накриття на опорах для захисту чого-небудь від сонця і дощу та ін., від нім. Schuppen — сарай), шпанувати (натягувати, від нім. spannen), шпіц (1. Шпиль; 2. Гостре закінчення предметів, від нім. Spitze), шутер (щебінь, від нім. Schotter), шуфля, шухля (спеціальна лопата, яка використовується в будівельних і сільсько-господарських роботах, від нім. Schaufel);
- ковальство
  - вершляг (молот, від нім. Verschlag(hammer)), вухналь (цвях, яким прибивають підкову до кінського копита, від нім. Hufriagel), гамер, гемер (великий молот; молоток, від нім. Hammer), гуфгамер (молоток кувальний, від нім. Hufhammer), унтерляга (нижник обтискача, від нім. Unterlage), шліхтгамер (гладилка; підбійка; обтискач; верхня частина обтискача, від нім. Schlichthammer), шляга (молот, від нім. Schlaghammer), шмітня (кузня, від нім. Schmiede), шпіц (гострий шип підкови, від нім. Spitze), шток (колода для ковадла, від нім. Stock), штоля (шин на підкові, від нім. Stollen);
- столярство
  - блят (плита; ткацьке бердо; дошка столу, швейної машини, від нім. Blatt) ґвинт, гвінт (гвинт, від нім. Gewinde - різьба, нарізка), гевер (ручка пили, від нім. Heber), гиблювати (гемблювати, від нім. hobeln), листва (планка; облямівка, від нім. Leiste), льондина (довга жердка, від нім. Langwage), рам(а) (рамка вікна, від нім. Rahmen), сницар(ь) (різьбяр, від нім. Schnitzer), тебель, тембель, тибель (велике сверло; дерев'яний гвіздок, від нім. Döbel), цаль (міра довжини, дюйм; міра товщини дощок — 1,6 см, від нім. Zoll), цімерман (тесляр, від нім. Zimmermann), шараги (козли, від нім. Schrägen), шваль (брус, від нім. Schwelle);
- слюсарство
  - майзель (зубило, від нім. Meißel), опцьонгі, обцуги (обценьки, від нім. Hebzange), рашпель, рашпля (терпуг, від нім. Raspel), рурки (щипці, кліші, якими тримають зубило, від нім. Rohrzange), триб (шестірня, від нім. Trieb), шина (рейка, від нім. Schiene - вузька смуга заліза), штаба (смуга металу, від нім. Stab);
- лісорубство і лісосплав
  - авшпрунґ (нижній кінець жолоба, з якого вискакують сплавлені метрові поліна, від нім. ausspringen — «вискочити, втекти, відскочити»), гонги (дерев'яні рейки для звожування ковбків, від нім. Gang), гриф, гріф (1. Гак на довгій ручці, яким пересувають колоди, 2. Каптур, зачіпка на підкові (коваль), від нім. Griff), іберзоклі (верхні колоди на так званих «кордонах», від нім. Uber + Sockel), клюпа, клупа, глупа (штангенциркуль для вимірювання товщини дерева, від нім. Kluppe — «щипці, кліщі, затискач»), крангак, кангак (важіль із дугоподібним гостряком для повертання колоди, від нім. Kranhaken), латер (чотири кубічних метри дров, від нім. Klafter — сажень (дров)), латри; рубати латри (дрова, заготовляти дрова, від нім. Klafter), легарь, лігар (1. Зрубане дерево, що довго лежить в лісі; 2. Сволок (буд.), від нім. Leger), опшляг (зруб, від нім. Abschlag), райц, райс, рац (ланцюг завдовжки 1 м з клинами на кінцях, що його прибивають знизу під колоду або обмотують ним колоду, щоб гальмувати її під час транспортування, від нім. Reiz — дратування, збудження, тертя), рауф, раух (1. піднімання вгору колоди або одного її кінця; 2. сигнал підняти вгору колоду або один з її кінців, від нім. rauf < herauf — вгору, догори), трам(а) (1. Дуже довга і тонка колода; 2. Підвалина, від нім. Tram), фес(т)метер (кубометр, від нім. Festmeter), филюнок (рубка лісу, від нім. Fällung), флисник (плотар, від Floß — пліт, пором; Flößer), форвасер, форвасерка (перша порція випущеної з греблі води для сплаву плотів, від нім. Vorwasser), цвайка (оброблений на вогні стовбурець молодого деревця для закріплення плотів коло берега, від Zweig — гілка, сук, паросток), цуглан (причальний канат для ловлення плотів, від Zugleine — «шнур, колода, линва, посторонок, гуж»), цукштанга, цукштангла (спеціальне дишло, що повертається в основі, для перевезення колоди кіньми, від нім. Zugstange — «шатун, тяга, приводна штанга»), шпера (лісосплавна гребля, від нім. Sperre — гребля), штам(а) (1. Довга колода; 2. Стовбур дерева, від нім. Stamm — стовбур, колода, дерево), штанг (купа впорядкованого дерева, від нім. Stand - розташування), шух (два кубічних метри дров, від нім. Schuh — фут), шухи (дрова, від нім. Schuh), Шьніт, сьніт, снітити (1. Різання, переріз; 2. Колода; 3. Відрізок колоди, різати, від нім. Schnitt — різання, переріз, надріз);
- млинарство
  - дишлики (голоблі саней, від нім. Deichsel), клинпас (клинок, що разом з кільцем тримає косу біля кісся, від нім. Klinge — клинок), логер (підшипник, від нім. Lager), шеретувати (молотити, від нім. Schrot — крупа (грубого) грубого помолу), шпінгля, шпінглє (вісь веретена, від нім. Spindel), шротовик (млин для разового, грубого помелу, від нім. Schrot — дріб, крупи, борошно грубого помелу);
- кравецтво, шевство, ткацтво, кушнірство
  - Бинда (стрічка, від нім. Binde), варстат (ткацький, столярний верстат, від нім. Werkstatt), гарасівка (вузька вовняна стрічка, від нім. Arras — вовняний виріб), гнип (шевський ніж, від нім. knip), дзуга, цуґа (частина ткацького верстата, від нім. Zug), доштуковувати (робити якусь річ більшою, довшою, від нім. Stück), дратва (шевська нитка, від нім. Draht), дреліх (полотно, трьома нитками ткане, від нім. Drillich), єдваб, гедваб (сорт шовкової матерії, від нім. gotawebbi), замша (замша, від нім. Sämisch(leder)), каразія (сорт простого сукна, від нім. Karsei, Kersei), кльоп (ручок пряжі, від нім. Kloben), крампулець, кремпіль, кремполець (частина ткацького верстата, від нім. Krummholz), лудан (сорт матерії, від нім. lode — груба вовняна тканина), ляда (віконниця, покришка, частина ткацького верстата, від нім. Lade), нют, ніт (заклепка, від нім. Niet), нютувати, нітувати (заклепувати, від нім. nieten), стрихіль, штрихіль (інструмент для витягування шкіри, від нім. Streiche), шида (частина ткацького верстата, від нім. Scheide), шохти, шофти (частина ткацького верстата, від нім. Schaft), шпулька (котушка для намотування ниток, від нім. Spule), штата (приладдя, на якому кожум'яки розвішують шкіри, від нім. Stag (schiffstau)), штак (частина ткацького верстата, від нім. Stacken);
- сільське господарство
  - апшлаг (Дерев'яна оправа осі воза, від нім. Abschlag), байц (рідина для оброблення дерев'яних і металевих виробів, від нім. Beize), байцувати (1. протравлювати насіння; 2. обробляти деревині, металеві вироби байцом, від нім. beizen), бендуг (віз для перевезення снопів, від нім. Bindwagen), берлин (різновид воза, від нім. Berlin(er) Wagen), Брунатна (сорт картоплі, від нім. brün), васаг (віз, від нім. Fassung), ґаблі, каблі (вила, від нім. Gabel), галда (крупа землі, від нім. Halde), гальва, гальба (міра для рідини — 0,5 л., від нім. Halbe), гамулець (гальмо у возі, від нім. Hemmholz), ґрасувати (розпушувати землю перед чи після сівби, від нім. kratzen — шкребти, дряпати), граца (мотика, від нім. Kratze), гріс, грис (висівки, від нім. Grieß), груберувати, грабарувати (1. Розпушувати ґрунт; 2. Копати, від нім. graben — копати, рити), ґрунт (1. Хата з городом; 2.36 десятин землі, від нім. Grund), дишель (дишель, від нім. Dichsel), жубрувати, зюбрувати. зібрувати (стирати плівку з зерна в млині перед меленням, від нім. säubern), кавалок (кусок (відламаний), від нім. kavel), керат, кірат (1. Машина для обмолоту збіжжя; 2. Кінний привод; 3. Колесо, яке служить для приведення в рух кіньми невеликої молотарки та для різання січки худобі, від нім. Kehrrad), лантух (1. Рване рядно; 2. Грубе полотно; 3. Великий мішок на збіжжя, від нім. Leintuch), лойтри, луйтра (віз з драбинами, від нім. Leiter), мандебурка (картопля, від magdeburger (Frucht)), матерзак (великий клунок, від нім. Marktsack), маця (1. Чвертка; 2. Дві чвертки (близько 65 кг); 3. Два полумацьки (48-50 кг); 4. Сім полумацьків (приблизно 1 ц вівса), від нім. Metze), морґ(а), мурга (0,56 га землі, від нім. Morgen - 0.25 га), полумацьок (міра сипких тіл — 25 кг, дерев'яний посуд, яким міряють збіжжя, картоплю тощо, від нім. Metze), раф (шина, обруч; рифа — обручка, яка тримає дишель у сницях, від нім. reif), рептух (мішок, в якому дають коням корм, від нім. Refftuch), станов, становив (велика бочка, широка внизу, вужча вгорі (на капусту), від нім. Stande), стодола (сарай, в якому зберігають сіно, солому тощо, від нім. stodol), сторцом (сторчма, стійма, від нім. Sturz), сторцуватн (ставити сторчма, від нім. stürzen), ташка (сумка, від нім. Tasche), фаска (1. Міра збіжжя (25 кг); 2. Бочівка: ґаздівство хиножиться не фасками, ай запасками, від нім. Faß), ферділь (міра збіжжя, від нім. Viertel — четвертина), фільварок (панський двір, від нім. Vorwerk), фірталь (ділянка поля близько 0,15 га, від нім. Viertel четвертина), форналь (зачіпка на кінці дишля, від нім. Vornagel), фосляк (сніп збіжжя, обмолочений без розв'язування, від нім. Vorschlag), цвіга (батіг, від нім. Zweig — галузка, сук), цуглик (ряд (про коней у конюшні: стоят коники у три цуглики), від нім. Zügel), цутштанґля (спеціальний дишель, що обертається в основі для тягнення кіньми колод, від нім. Zugstange), шар, шор (ряд; у мн. шари — стріха: вогке сіно або снопи кладуть під шари, від нім. Schar), шаланда (барак, від нім. Schalander), шарувати (прополювати буряки, від нім. scheuern), шлайф(а) (гальма воза, від нім. Schleife), шмір (мастило, від нім. Schmiere),
- речі домашнього вжитку
  - балія (ванна, від нім. Balje), бамбет, бамбетель, бамбетля (1. У складеному вигляді — лавка для сидіння; 2. У розкладеному вигляді — своєрідне ліжко, від нім. Bankbett), біґлайз (праска, від нім. Bügeleisen), брагрура, брадрура, брандура і брадура (духовка, від нім. Bratröhre), братванка, бритванка (сковорідка, від нім. Bratpfanne), брита (рушник, від нім. Breite - ширина), вівчий полумацьок (посуд на овечий сир місткістю 8 л., від нім. Metze), віґайстер (якась річ, від нім. Wie heißt er?), глейта (емаль, від нім. Glätte), дека (ковдра, від нім. Decke), дзиґар (1. Годинник; 2. Цигарка, від нім. Zeiger), друшляк (друшляк, посудина з дірочками, від нім. Durchschlag), коц (одіяло, від нім. Kotze), кранц (край кухонної плити, від нім. Kranz — вінок), лахатка (ганчірка, полотно, від нім. Leinen — полотно), ринка (невисока каструля, від нім. Reindel), фіранка, фірганґ (завіска, від нім. Vorhang), фляш(к)а (пляшка, від нім. Flasche), шуфляда, шухляда (висувна частина в меблях, від нім. Schublade), ящик (1. Точений з дерева посуд на перець; 2. Ящик; 3. Бляшанка; 4. Анат. колінні чашки, від нім. Asch);
- одяг, взуття, аксесуари
  - бюстгальтер (бюстгальтер, від нім. Brusthalter), брандзоль (вкладка до взуття, від нім. Brandsohle), брусля (короткий плащ без рукавів, від нім. Brustlatz), ґерок (блюзка, від нім. Gehrock — довгопола чоловіча блюза), камаші (утеплення з сукна на черевики чи мешти, від нім. Gamaschen), кацабайка (вид жіночого корсета з рукавами, від нім. Kutzboi - груба тканина і одяг з неї), лейбик, лайбик (1. Звичайний піджак; 2. Коротка куртка без підкладки; 3. Жіноча куртка; 4. Безрукавка, від нім. Leibchen), лудина (одежа, від нім. lode — груба вовняна тканина), лядер (зовнішній бік шкіряної куртки, від нім. Leder), масля (краватка, від нім. Masche), обцас (підбор, від нім. Absatz), панчоха (панчоха, від нім. Bundschuh), плюндри (шкіряні штани, від нім. Pluder(hose)), помпки (шаровари, від нім. Pumphosen), сонтраги (підтяжки, від нім. Hosenträger), фартух, хвартух, квартух (фартух, від нім. Vortuch), шарф (шалик, від нім. Schärpe), шварц (крем для взуття, від нім. Schwarze — вакса), шлейф (довгий задній край жіночого одягу, який тягнеться по землі, від нім. Schleife), шлюфка, шлюфлик (тоненька смужка матерії в штанах, яка підтримує ремінь, від нім. Schlaufe), шляфрок (халат, від нім. Schlafrock), шпіц (передня частина взуття, носок, від нім. Spitze), штрімпфлі (шкарпетки, від нім. Strümpfe), шуфеца, феца (онуча, від нім. Schuhfetzen), шустваль (шкіряний фартушок, від нім. Schurzfell);
- кулінарія
  - буханок, буханець (буханка, від нім. vochenz), буцики (сорт печива, від нім. butze), буць (погано випечений хліб, від нім. butze -щось коротке, мале, обрізане; шматочки, що відірвані від чогось), вафлі (вафлі, від нім. Waffel), гава (міра масла = 1 літр, від нім. Hafer, Haferl, Häferl - горщок), гугель (запечена в духовці терта картопля з жиром; плетений калач, від нім. Gugelhupf - рід калача), гуляш (гуляш, від нім. Gulasch), (д)жур (якась страва, від нім. sursauer), кльоцки (кльоцки, фрикадельки, від нім. Kloss - грудка, галушка), книдлі (галушки з тертої картоплі і пшеничного борошна, начинені сливами і политі маслом або олією, від нім. Knödel — кльоцка, фрикаделька), крендель (крендель, валочки, від нім. Kringel) крепляк, креплі (пампушка, від нім. Krapfen — рід пампушок з мармеладом), пампух (пампушка, домашня булочка, від нім. Pfannkuchen), пляцок (налисник; пиріг, від нім. Plätzchen — тістечко), поташ (питна сода; сода для печива, від нім. Pottasche — калієва сіль вугільної кислоти), руслик (маринована сардинка, від нім. Rüssel), смалець (смалець, від нім. smalz) тран (риб'ячий жир, від нім. Tran), фріштік (сніданок, від нім. Frühstück), флєкі, флаки, фляки (тельбухи, від нім. Flackert), цвібак (сухар, від нім. Zwieback), шкварка (підсмажений шматочок сала, від нім. Schwarte), шпіцне (десерт, від нім. Spitz або Spitze) Штруцля, струцля (плетена булка, від нім. Strudel);
- флора і фауна
  - бамбара, бамбера (ожина, від нім. Brombeere), блават (волошки, від нім. blau - синій), бу(к)шпан (самшит, від нім. Buchsbaum), валах (кастрований кінь; кастрований баран, від нім. Wallach), верхляк, верхльок (дикий кабанець, від нім. Ferkel - порося, гайстер (лелека, від нім. Heister - сорока), гер (олень, Hirsch), инкол (рід жаби, bombinator igneus, від лат. Unke), клюб (дерево, вивернене бурею разом з корінням, від нім. Kloben), кокодрас (підсніжники, від нім. Gras), малпа (мавпа, від нім. mulape, Maulaffe), мероха (кобила, від нім. Mähre), синій драс (перші весняні квіти, нім. Gras), шильдкрет (черепаха, від нім. Schildkröte), шнепа (вальдшнеп, від нім. Schnepfe);
- торгівля
  - Борк (борг, кредит, від нім. Borg), бурштин (янтар, від нім. Bernstein), га(е)ндель (торгівля, від нім. Handel), гендляр (торговець, від нім. Händler), ґешефт (угода, торговельна операція, від нім. Geschäft), ляда (прилавок, від нім. Lade), тандита (місце торгівлі речами, що були в користуванні, від нім. Tand — дрібничка), угаблювати (заощадити, припасти, від нім. gabeln), фант (вид гри, предмет або річ, що дається в заставу, від нім. Pfand), шахер-махер (обман при купівлі, від нім. schachern (гебр. sakar) — торгуватися, спекулювати; Schacher — махінація, дрібна спекуляція; machen — робити), юрґельт (плата, від нім. Jahrgeld);
- характеристика людей за спорідненістю, свояцтвом, внутрішніми якостями
  - Бенькарт (Про дитину: виродок, від нім. Bankert), гадра (зневажливо про жінку: зла, сварлива жінка, від нім. Hader, гунцвот (негідник, мерзотник, від нім. Hundsfott), драб (негідник, від нім. Traber, лотр, лотир (негідник, розбійник, від нім. Lotter), ракло (дурень, бовдур, від нім. Rekel), фльондра, шльондра (жінка поганої поведінки, від нім. Flunder), фраєр (зарозумілий парубок, від нім. Freier), шваґер (чоловік сестри, від нім. Schwager), шваґра (швагрова) (жінка брата, від нім. Schwägerin), шельма (розпусниця, від нім. Schelm), шмельц (людина низьких моральних якостей, від нім. Schmelze);
- суспільні та політичні поняття
  - (в)урльоп (Відпустка, від нім. Urlaub), айнзац (одноразова продуктова картка, від нім. Einsatz), баншуц (посвідчення особистості, від нім. Ausweis), басарунок, басаринка, базаринка, (подарунок, від нім. Besserung), бурмист(е)р (мер міста, від нім. Bürgermeister), буцигарня (поліцейська тюрма, від нім. Butz — поліцай), вандри (мандрівка, від нім. Wanderung), вахмайстер (начальник охорони, від нім. Wachtmeister), вахман (сторож, поліцай, від нім. Wachmann), веркшуц (заводська поліція, від нім. Werkschutz), ґаймін (натовп, від нім. Gemeinde), ґалда (хабар, від нім. Gilde - гільдія), ґвалт, здійняти ґвалт, ґвалтувати (оклик про допомогу: Рятуйте!; здійняти шум, від нім. Gewalt), ґлейт (супровід, від нім. Geleit), ґліт (натовп, від нім. Glied), ґміна (сільська рада, від нім. Gemeine), ґрайзлерия (бакалійна крамниця, від нім. Greisslerei), кнайпа (корчма, від нім. Kneipe), копсаня (бійка, нім. від аргот. kobsen, kiebesen-відрубувати голову), крайзгауп(т)ман (начальник округу, від нім. Kreishauptmann), лагир (табір, від нім. Lager), ладунок, лядунок (вантаж, від нім. Ladung), лапшіцер (браконьєр, від нім. Raubschütze), ласцук (товарний поїзд, від нім. Lastzug), люф(т)шуц (повітряна оборона, від нім. Luftschutz), люфник (дачник, від нім. Luft — повітря), маюрничка (зм. пестл. доярка, від нім. Meier), орднунг (порядок, від нім. Ordnung) пасер (перепродувач краденого, від нім. аргот. paschen - торгувати краденим), пляцкарта (квиток, від нім. Platzkarte), повінчуванка, вінчівка (побажання, від нім. Wünschen), найгман (радник, від нім. Rat — «рада»), солтис (сільський староста, від нім. Schultheiß, Schulze — «урядник, староста»), течка («портфель», від нім. Tasche), фана, фама (прапор, від нім. Fahne), фара (перший клас духовної школи, від нім. Pfarre -парафія), фольздойч(ир) (особа, в роду якої були німці, від нім. Volksdeutscher), форлядунок (повістка до суду, від нім. Vorladung), форцуг (найкращий у класі учень, від нім. Vorzugschüler), фрайда (задоволення, яке дешево обійшлося; халява, від нім. Freude - радість), фуршпіль (єврейське весілля, від нім. Vorspiel), цуксфірир (машиніст, від нім. Zugsführer), шарварок (додаткова робота з ремонту доріг, мостів тощо, від нім. Scharwerk — «панщина, додаткова робота»), шацунок (повага, від нім. schätzen), шкромллі (зоб, від нім. Kropf, Kröpfe), штрека, штрика (залізничне полотно, від нім. Strecke), кріпо (кримінальна поліція, від нім. Kripo, Kriminalpolizei), поштмейстер (службовець пошти, від нім. Postmeister);
- ознаки і дії
  - брати на гец (висміювати, льв. аргот. геца «жарт» з нім. Hetze — «погоня, розвага»), вандровати («мандрувати», від нім. wandern), варуватися (остерігатися, берегти, від нім. wahren), гайцувати (палити в кухні, від нім. heizen), гезунд («здоровий», від нім. gesund), ґемайний (нічий, спільний, громадський, від нім. gemein — «спільний»), ґібируватися (личити, випадати, від нім. es gebührt sich), ґлейтовати (супроводити, від нім. Geleit), ґлянцувати (натирати до блиску, від нім. glänzen — «блищати»), жегнати (прощатись, від нім. segnen — «благословляти»), заваровати (охоронити, вберегти, від нім. wahren), квікати (кувікати, від нім. quieken, quieksen), лохатись, лахати (сміятися. від нім. lachen), люзьний (вільний, незайнятий, незакріплений, від нім. lose), маґлювати («качати білизну», від нім. mangeln), нафест (порядно, солідно, від нім. fest — «сильний»), нипати (нишпорити, шукати, від нім. nippen), офірувати (жертвувати, від нім. opfern), пуцувати (чистити, від нім. putzen), райбати (прати, від нім. reiben), райзувати (подорожувати, від нім. reisen), ратовати (рятувати, від нім. retten), ритерний (справедливий, від нім. Richter), рихтувати (готувати (нарихтувати їжу — «приготувати їжу»), від нім. richten), трасати (нести, від нім. tragen), трафити (влучити (фразеологізм, що виражає прокляття: шляк би тебе (його, вас, їх) трафив, від нім. Schlag і treffen — «трафити»), фертик («кінець, все», від нім. Fertig), фольгувати (пропускати, полегшувати від нім. volgen — «полегшувати»), фурт (постійно, раз-у-раз, від нім. fort), цугундер, йти на цугундер (до цугундеру) (гинути, від нім. zugrunde gehen), шварцуватися, їхати на шварц («їхати зайцем», від нім. schwarzfahren), шпанувати (натягувати, від нім. spannen), шпарувати (заощаджувати, приберігати, запасатися, від нім. sparen), штрайхнуті (черкнути сірника, від нім. streichen), штріховати (в'язати, від нім. streichen).